# Ulcinj
Ulcinj (montenegrinisch-kyrillisch Улцињ, albanisch Ulqin bzw. Ulqini) ist die südlichste Stadt Montenegros. Sie liegt in der nach ihr benannten Gemeinde an der Adria und nahe der Grenze zu Albanien.
Ulcinj hat eine sehenswerte Altstadt. Unmittelbar in der Nähe befindet sich der „kleine Stadtstrand“ (montenegrinisch Mala Plaža, albanisch Plazh i Vogël). Das Stadtbild zeigt deutliche Spuren der osmanischen Vergangenheit, zahlreiche Moscheen, darunter die Kirchenmoschee und die Namazgjahu-Moschee, verteilen sich über die Stadt. Die an der Küste liegende Stadt ist außerdem gekennzeichnet von Jahrhunderte langer Tradition und Geschichte der albanischen Minderheit.

## Name
Ulcinj ist der heutige Name der Stadt in der montenegrinischen beziehungsweise serbischen, bosnischen und kroatischen Sprache. Im Albanischen – das ebenfalls Amtssprache der Gemeinde ist – heißt sie Ulqin in der unbestimmten Namensform oder Ulqini in der bestimmten Form. Auf Italienisch wird sie Dulcigno, auf Türkisch Ülgün genannt.
Der Ortsname geht zurück auf die antike Bezeichnung Ulcinium, woraus sich im Altserbischen zunächst Lьcinь und dann Ocinj gebildet hat. Die heutige slawische Namensform Ulcinj mit ul- am Anfang entstand jedoch durch den Einfluss des albanischen Namens. Das Albanische wiederum führt den antiken Ortsnamen direkt fort, mit typischem Lautwandel q aus lat. k: Ulqin(i) < Ulcinium. Das initiale d- im italienischen Dulcigno stammt aus einer Verschmelzung mit der Präposition de („aus“).
Etymologisch wird der Ortsname mit der altalbanischen (und noch heute dialektalen) Form ulk für „Wolf“ (hochalbanisch ujk) verbunden.

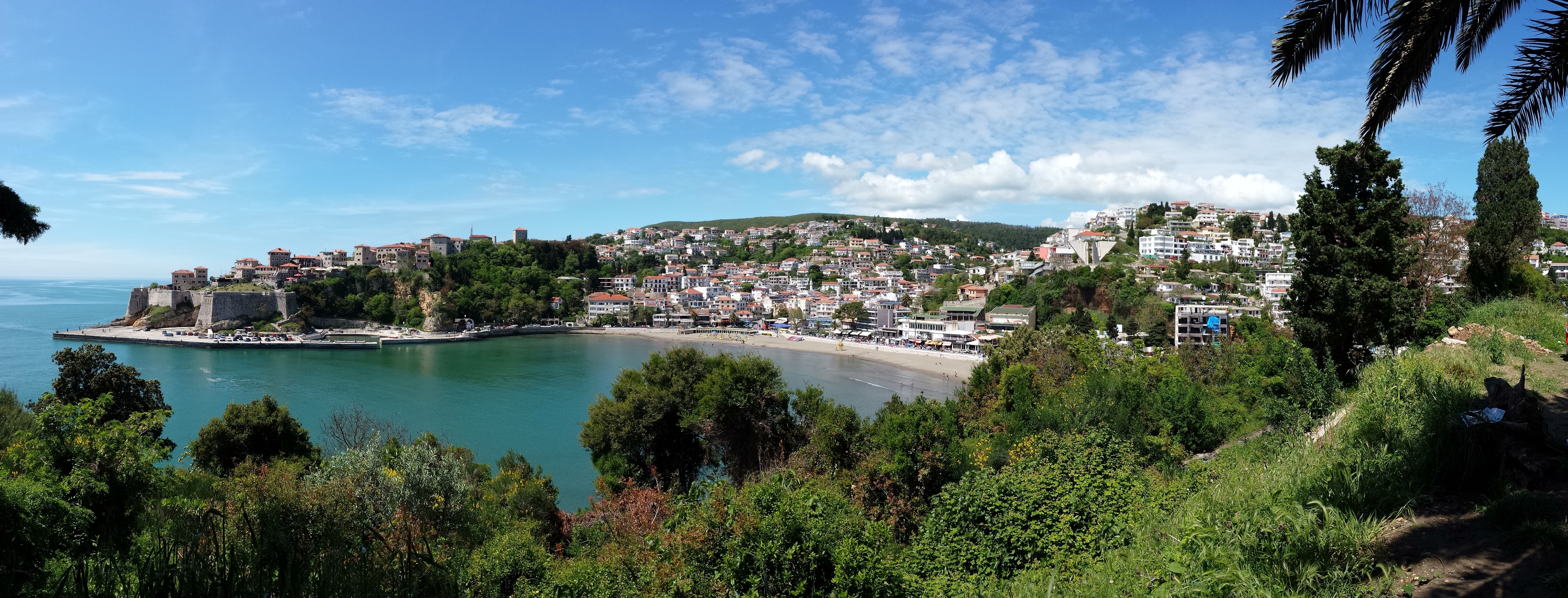
Panorama Ansicht der Altstadt von Ulcinj

## Geschichte
Die ersten namentlich bekannten Bewohner der Gegend um Ulcinj waren die Illyrer. In der Antike bestand eine Siedlung griechischer Kolonisten, die – so haben archäologische Grabungen ergeben – im 5. Jahrhundert v. Chr. zur Stadt erweitert wurde. In der Zeit des Hellenismus stand der Ort unter dem Einfluss der verschiedenen kurzlebigen illyrischen Königreiche und gelangte 163 v. Chr. als Olcinium (= Stadt der Olcinjaten, ein illyrischer Stamm) unter römische Herrschaft. Unter diesem Namen wird Ulcinj bei Plinius dem Älteren in der Naturalis historia zum ersten Mal schriftlich erwähnt.
Während der römischen Herrschaft war Ulcinj eine befestigte Siedlung römischer Bürger; in ihr lebte auch eine kleinere Anzahl an Griechen. Sie hatte den status eines oppidum civium Romanorum und wurde später municipium – also eine eigenständige Stadt römischen Rechts. Zu dieser Zeit war Ulcinj eine fortschrittliche und lebendige Stadt, mit Steinhäusern, Wasserzufuhr und ausgeprägten Verkehrswegen.
Nach der Teilung des Römischen Reiches fiel Ulcinj 395 mit der Provinz Praevallis an Ostrom und die Bewohner nahmen das Christentum an. In der Spätantike war Ulcinj Bischofssitz; das Bistum existierte mit Unterbrechungen bis zum Beginn der Türkenherrschaft im 16. Jahrhundert.

Ulcinj 1573

Ulcinj gehörte im 9. und 10. Jahrhundert und dann wieder im 12. Jahrhundert zu den serbischen Reichen Duklja und Raszien und kurz auch zum Nemanjiden-Staat. Es wurde zu einem bedeutenden Handels- und Seefahrtszentrum des serbischen Staates. Nach 1355 übernahmen die Balšići die Herrschaft über die Stadt. Mehrfach stand Ulcinj auch unter venezianischer Herrschaft, meist war die Stadt jedoch faktisch unabhängig. Ihre Einwohner, die „Dulcinoten“ (italienisch), waren gefürchtete Piraten in der Adria.
Nach dem Tod von Balša III. 1421 eroberten die Venezianer Ulcinj, es wird für 150 Jahre Teil des Venezianischen Albanien. In dieser Zeit siedelten sich in Ulcinj sowie auch im Umland Venezianer an, diese besaßen in der Stadt eine eigene Kolonie sowie ein Konsulat. Als Teil des Patriziats von Ulcinj wurden im Spätmittelalter unter anderem die Adelsfamilien Campanario, Paladino, Rosa, Taliaferri und Pamaltotti erwähnt. Neben dem Lateinischen als Amtssprache herrschte auch vor allem die albanische Sprache in der Bevölkerung immer weiter vor.
Von 1571 bis 1880 war Ulcinj Teil des Osmanischen Reiches. Eine 1718 unter Feldmarschall Johann Matthias von der Schulenburg begonnene Belagerung durch venezianische Truppen – zur See und zu Land – wurde aufgrund des Frieden von Passarowitz wieder aufgehoben. Durch Sklavenhandel kamen vor allem im Lauf des 18. und 19. Jahrhunderts einige Schwarze in die Stadt und ließen sich – wenn sie freigekommen waren – dort nieder, sodass in der Stadt eine Gemeinde Schwarzer entstand, die nach dem Ende der osmanischen Herrschaft fast vollständig verschwand.
Im Krieg mit dem Osmanischen Reich eroberte Montenegro am 20. Januar 1878 Ulcinj. Beim Abschluss des Vorfriedens von San Stefano wurde Ulcinj von den Russen aber wieder der Hohen Pforte zugestanden, während Montenegro nur ein paar Dörfer am Shkodrasee bekam. Der Berliner Kongress revidierte die Vereinbarungen von San Stefano auch in Bezug auf Ulcinj und sprach die Stadt Montenegro zu. Das Osmanische Reich weigerte sich aber, die Stadt zu räumen. Erst nach Intervention der Großmächte, unter anderem durch eine gemeinsame Flottendemonstration vor der türkischen Küste, gaben die Osmanen nach. Am 30. November 1880 wurde Ulcinj endgültig dem Fürstentum Montenegro angeschlossen.
Seit 2008 ist Ulcinj die Bezirkspartnerstadt des 23. Wiener Gemeindebezirks Liesing. Der entsprechenden schriftlichen Vereinbarung waren vier Jahre kultureller und infrastruktureller Zusammenarbeit mit dem südlichsten Gemeindebezirk der österreichischen Hauptstadt vorangegangen.

## Bevölkerung

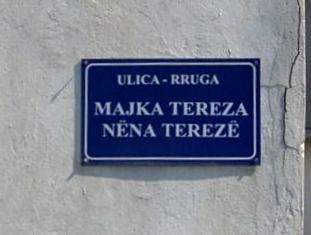
Zweisprachiges Straßenschild in Ulcinj (montenegrinisch/albanisch)

Die aktuelle Volkszählung von 2023 hat eine Einwohnerzahl von 11.488 ergeben, genauere Daten zur Deklaration der Einwohner stehen noch aus.
Zur 2011 durchgeführten Volkszählung lebten in der Stadt 10.707 Menschen. In umliegenden Ortschaften lebten weitere 9.214 Personen, was für die gesamte Gemeinde Ulcinj eine Einwohnerzahl von 19.921 ergab. Von ihnen bezeichneten sich 14.076 (70,66 %) als Albaner, 2.478 (12,44 %) als Montenegriner, 1.145 (5,75 %) als Serben, 780 (3,92 %) als ethnische Muslime, 449 (2,25 %) als Bosniaken und 232 (1,17 %) als Roma und Balkan-Ägypter. Daneben leben in der Gemeinde noch weitere kleinere Bevölkerungsgruppen, zudem gab ein Teil der Befragten keine Antwort bezüglich der Ethnie.
| Volkszählung | 1948 | 1953 | 1961 | 1971 | 1981 | 1991   | 2003   | 2011   | 2023   |
| ------------ | ---- | ---- | ---- | ---- | ---- | ------ | ------ | ------ | ------ |
| Einwohner    | 4385 | 4919 | 5705 | 7459 | 9140 | 11.144 | 10.828 | 10.707 | 11.488 |

## Tourismus
Ulcinj ist eine touristisch gut erschlossene Stadt mit einer Vielzahl von Hotels und Pensionen. Außerhalb der Stadt beginnt der „Große Strand“ (montenegrinisch Velika Plaža, albanisch Plazhi i madh), der sich bis zur albanischen Grenze mit einer Länge von 13 Kilometern erstreckt. Somit ist dies der längste Sandstrand an der östlichen Adriaküste. Dazu gehört auch das FKK-Gebiet auf der Insel Ada an der Mündung des Flusses Bojana. Vor den Jugoslawienkriegen war Ulcinj ein beliebtes Reiseziel für Deutsche, Italiener, Franzosen und Engländer.
Vor allem seit den 1990er Jahren machen Albaner aus dem Kosovo einen großen Teil der Touristen in Ulcinj aus. Auch bei Diaspora-Albanern ist Ulcinj heute ein beliebtes Urlaubsziel.

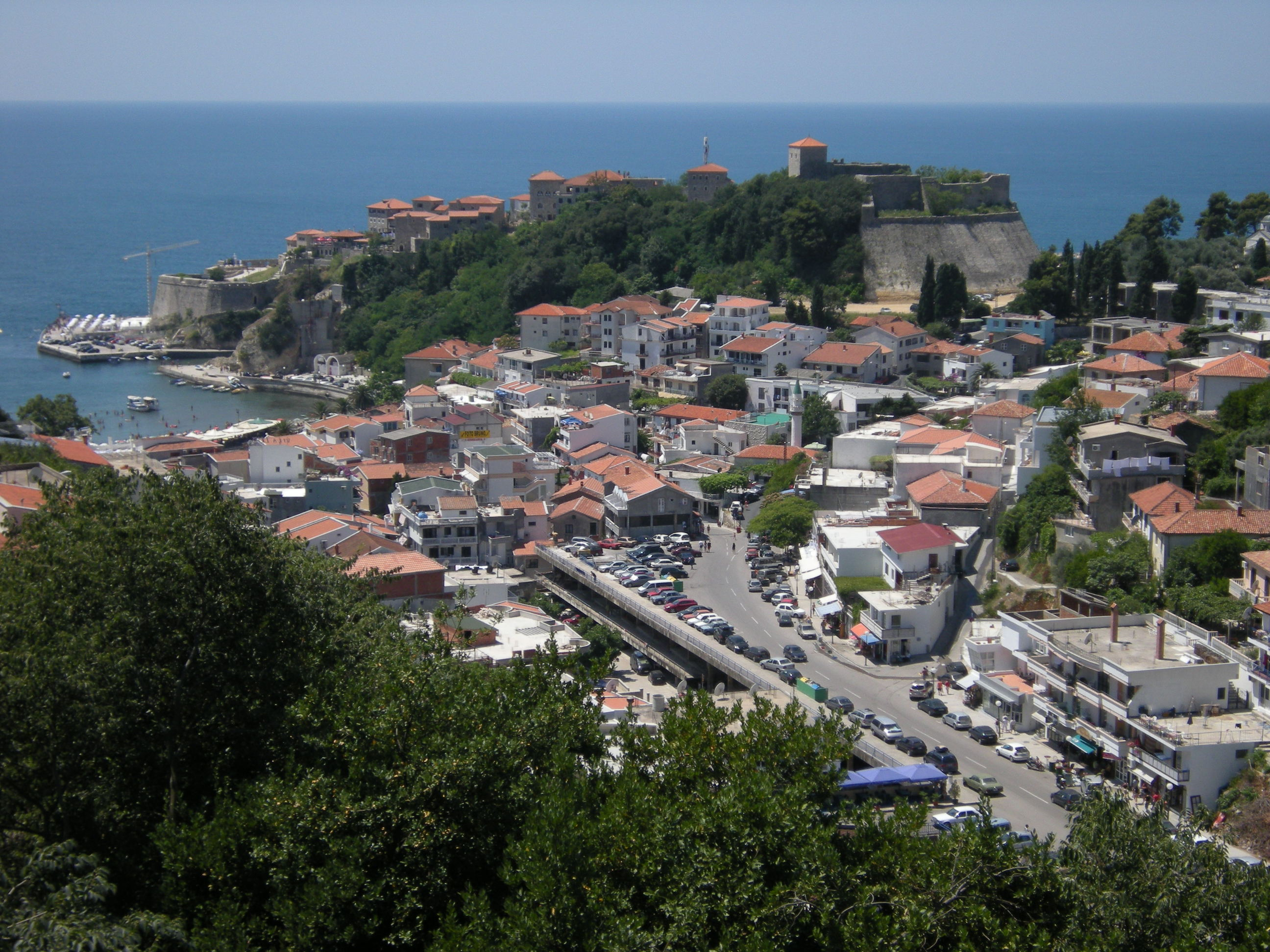
Blick auf die Altstadt
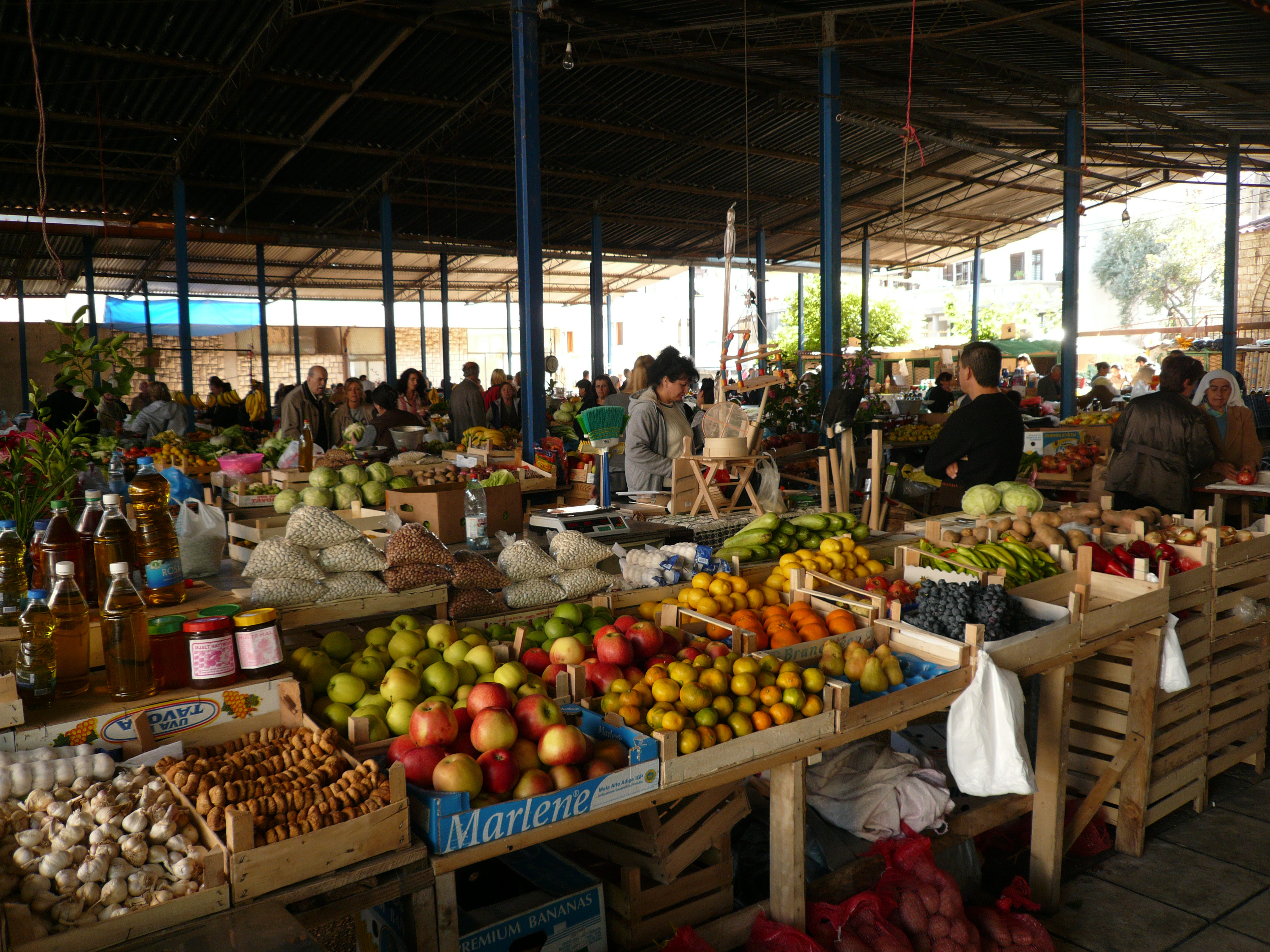
Markt in Ulcinj
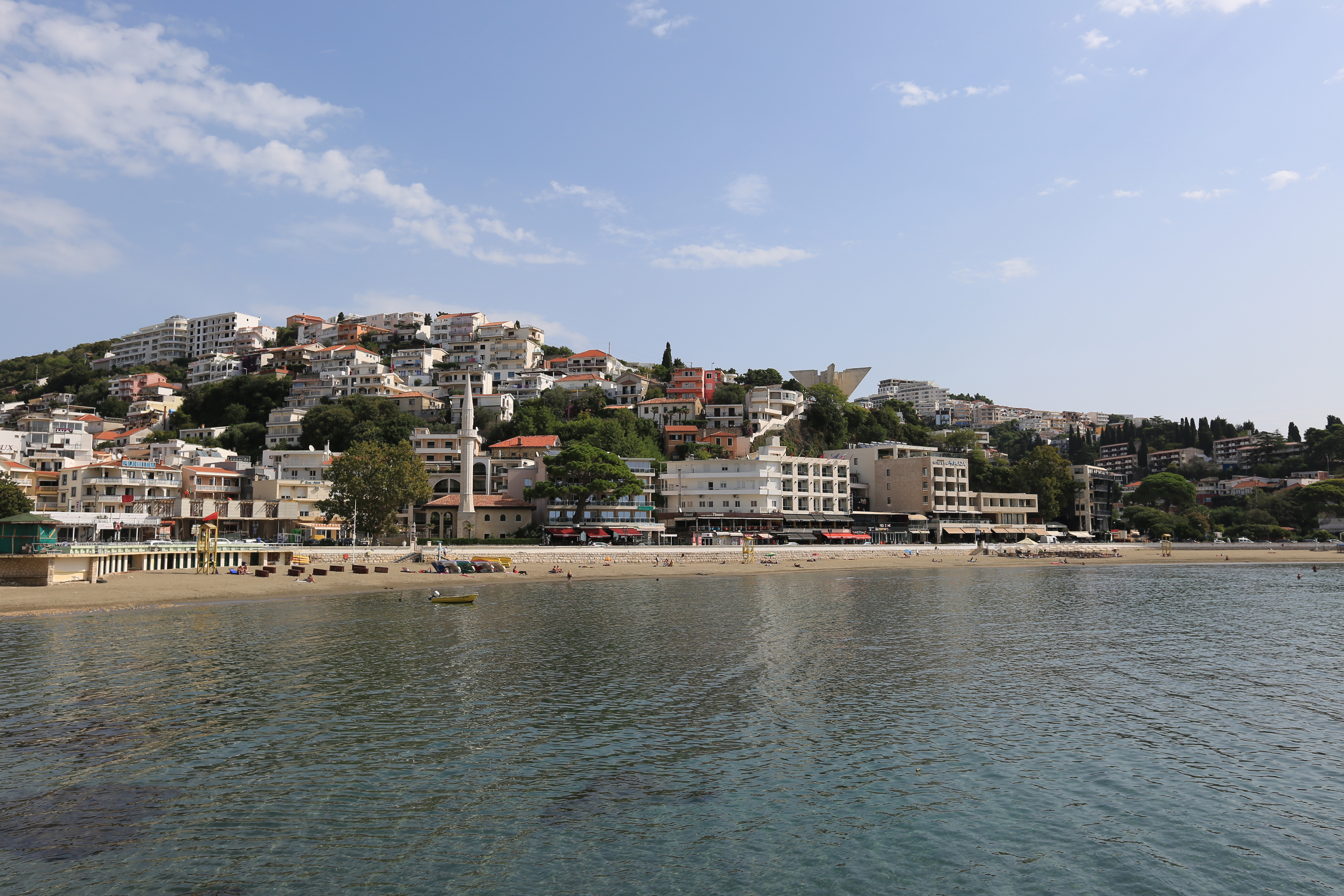
Strandpromenade in Ulcinj

## Söhne und Töchter der Stadt
- Mujo Ulqinaku (1896–1939), albanischer Nationalheld
- Hajro Ulqinaku (* 1938), albanischer Schriftsteller[11]
- Kaplan Burović (1934–2022), Schriftsteller und Journalist
- Jovan Nikolaidis (* 1950), Schriftsteller, Verleger und Kulturaktivist
- Adrian Lulgjuraj (* 1980), albanischer Sänger
- Dritan Abazović (* 1985), Politiker (URA)